# Pseudancistrus barbatus
Pseudancistrus barbatus és una espècie de peix de la família dels loricàrids i de l'ordre dels siluriformes.

## Morfologia
Els mascles poden assolir els 20 cm de longitud total.

## Distribució geogràfica
Es troba a Sud-amèrica: conques dels rius Oyapock, Mana, Maroni, Surinam, Corantijn i Essequibo.